# Colt M1877
Эта статья о Colt Model 1877. Чтобы узнать о другом огнестрельном оружии Colt Double Action, см. Colt Double Action en:Colt Double Action .
Colt M1877 — револьвер двойного действия, производившийся компанией Colt’s Patent Fire Arms Manufacturing Company с января 1877 по 1909 год, всего было выпущено 166 849 штук. Револьверы модели 1877 предлагались в трёх калибрах, и получили три неофициальных названия: «Lightning» («Молния») калибра .38 Long Colt, «Thunderer» («Громовержец») .41 Long Colt en:.41 Long Colt и «Rainmaker» en:.32 Long Colt(«Творец дождя») .32 Long Colt.  Все варианты револьвера имели барабан на шесть патронов.

## История и описание конструкции
M1877 был разработан одним из создателей M1873 Colt Single Action Army, Уильямом Мейсономen:William Mason (gunsmith), и стал первым выпущенным компанией Colt револьвером двойного действия. Его появление, вероятно стало ответом на распространение в Америке английских револьверов Webley Bulldog, имевших самовзводный УСМ.
Внешне модель 1877 похожа на Colt Single Action Army, однако она немного меньше и значительно тоньше. В отличие от M1873, револьвер получил рукоятку характерной формы «птичьей головы». Как и у предыдущих револьверов Colt, он имеет разборную раму, рукоять прикреплена к рамке винтами, передняя часть её изготовлена одной деталью со спусковой скобой. Первоначально устанавливалась цельная (не разделённая на правую и левую накладки) вставка из дерева ореха с клетчатой насечкой, позже накладки из эбонита (твёрдая резина, английский термин Hard rubber) с эмблемой Colt, редко цельная вставка из эбонита. На заказ были доступны как цельные, так и раздельные накладки из слоновой кости и перламутра.
M1877 предлагался с завода в двух основных вариантах отделки: никелирование или воронение и был доступен с длиной ствола от 2,5 до 10 дюймов (от 64 до 254 мм). Револьверы со стволами длиннее 4,5 дюймов (114 мм) выпускались с экстрактором, подобным использовавшимся других револьверах Colt, со стволами от 2,5 до 6 дюймов (64-152 мм) были доступны варианты без экстрактора, имевшие удлинённую ось барабана, которую можно было использовать для извлечения стреляных гильз.
На внешней поверхности барабана нет характерных для большинства револьверов пазов останова, они располагаются сзади, между каморами. Прицельные приспособления аналогичны M1873, состоят из мушки на стволе и целика в виде канавки сверху рамки, очень небольшое количество револьверов получило рамки с плоским верхом и регулируемым целиком. Револьверов «Rainmaker» было выпущено всего около 300 штук, но «Lightning» и «Thunderer» стали распространёнными, общее количество произведённых револьверов M1877 166849 штук за более чем 30 лет. В 1878 году появился похожий, хотя и отличающийся устройством, более крупный самовзводный револьвер M1878en:Colt M1878.
Все три названия, «Lightning», «Thunderer» и «Rainmaker», не были официальными названиями моделей фирмы Colt и не использовались заводом в документах. Они были придуманы Бенджамином Киттреджем (Benjamin Kittredge), одним из основных дистрибьюторов Colt. Также Киттредж автор прозвища «Peacemaker» («Миротворец») для M1873, «Omnipotent» («Всемогущий») для револьвера двойного действия M1878, часто также называемого «Frontier» («Граница») и прозвищ для различных моделей револьверов Colt New Line.
УСМ двойного действия M1877 оказался одновременно сложным и хрупким. Конструкция имела репутацию неудачной и получила прозвище «фаворит оружейника». Из-за сложной конструкции и трудности ремонта, мастера и по сей день не любят им заниматься. Gun Digest en:Gun Digest назвал его «худшим спусковым механизмом двойного действия из когда-либо созданных». Как правило, выходит из строя пружина спускового крючка, и это приводит к тому, что механизм работает только одинарным действием.
«Lightning» был личным оружием известного манчестерского (Великобритания) детектива викторианской эпохи, а затем главы CID en:Criminal Investigation Department Джерома Каминады en:Jerome Caminada. Преступник Старого Запада Джон Уэсли Хардин часто использовал револьверы Colt 1877, как «Lightning», так и «Thunderer». Револьвером «Thunderer» владел Пэт Гарретт. Док Холлидей носил никелированный Colt «Thunderer» на поясе, одновременно с никелированным Colt 1873. Встречаются упоминания, что «Thunderer» мог быть оружием Билли Кида на момент его смерти в 1881 году, но подтверждений этому нет.

## В популярной культуре
Песня «41 Thunderer» Дэйва Картера и Трейси Грэммер en:Dave Carter and Tracy Grammer относится к такому оружию.